# 니콜라스 그룬트비
니콜라이 프레데리크 세베린 그룬트비(Nikolaj Frederik Severin Grundtvig, 1783년 9월 8일~1872년 9월 2일)는 덴마크의 신학자, 루터교 목회자, 시인, 민족운동가, 역사가, 민속학자, 정치인, 저술가, 교육학자, 철학자, 법학자, 교육인이다.

## 일생

### 생애 초기
그는 덴마크 셸란 지역 우드뷔의 작은 섬마을에 있던 독실한 개신교 루터 교회 신자 집안에서 출생하였으며 그의 아버지는 루터교 목사였다. 그는 3세 때부터 5세 때까지 부모를 따라 프로이센 왕국의 수도 베를린에서 2년간 어린 시절을 보내었으며 이어 5세 때부터 6세 때까지도 부모를 따라 스웨덴의 수도 스톡홀름에서 1년간 어린 시절을 보내었고 6세 때 덴마크에 귀국하여 고국 덴마크의 향리에서 초등학교·중학교·고등학교 졸업을 거쳐 덴마크 코펜하겐 대학교 신학과에서 학사 학위 취득하였으며 루터교 목사 자격을 얻은 이후에는 향리 교회에서 소박한 농민들의 신앙을 지도하였다. 1808년에는 《북유럽 신화(Nordens mythologi)》라는 시집을 발표하여 시인으로 첫 입문하였다.

### 저술 활약을 비롯한덴마크민족 운동
1825년 《교회의 대답》이란 저서를 발표하여 신앙의 자유를 호소하다가 7년간 설교 금지 조치 처분되었다.
1848년 덴마크의 수도 코펜하겐에서 무소속 국회의원으로 당선되어 국방의 의무, 신앙, 언론, 출판, 집회 등의 자유를 위하여 지도적 발언을 하였다. 그리고 누구나 각자 자기 자신의 토지를 소유할 권리가 있음을 역설하면서, 국민 생활을 개선하기 위한 민중고등학교의 창설을 주장하였다.
같은 덴마크인 철학자이기도 한, 쇠렌 오뷔에 키르케고르(Søren Aabye Kierkegaard)의 실존주의 철학 이론을 극찬하였으며 아울러 같은 덴마크인 작가이기도 한, 한스 크리스티안 안데르센(Hans Christian Andersen)의 동심 사랑을 극찬하기도 한 그는, "하나님을 사랑하고, 이웃을 사랑하며, 땅을 사랑하자..."라고 호소하며, 박토인 조국 덴마크를 개척하였고, 덴마크를 세계적인 아름다운 나라로 개혁하는데 크게 이바지하여, "덴마크 중흥의 국부(國父)"라 일컬어진다.

## 주요 경력
- 전직 덴마크 코펜하겐 무소속 국회의원 역임

## 가족 관계
그의 아들 스벤 그룬트비(Svend Grundtvig)도 시인이다.

## 같이 보기
- 프리티오프 난센
- 장 시벨리우스
- 다그 함마르셸드